# Arte de la lectura
El Arte de la lectura es una técnica y actividad filológica y humanística arraigada en el origen clásico de la grammatiké griega y, subsiguientemente, de la Retórica latina, alcanzando a adquirir disposición de disciplina autónoma en el siglo XIX, sobre todo en su especialización de "lectura en voz alta". Esto tanto en los ámbitos académico y pedagógico como social y artístico. 

## Relación con otras disciplinas
El Arte de la lectura se encuentra íntimamente vinculado no sólo con la Filología en general, y la Gramática, la Retórica clásica y la Ciencia  de la literatura en particular, sino también con la Declamación, las Artes escénicas o el Teatro y, por otra parte, la Pedagogía y la Didáctica.

## Ernesto Legouvé y Rufino Blanco
Legouvé en Francia y Rufino Blanco en España son los creadores fundamentales del "Arte de la lectura" en tanto que disciplina autónoma en el siglo XIX. Según la crítica, existió en España una suerte de escuela o grupo de autores que constituyó la materia, quedando ésta establecida casi hasta mediados del siglo XX. El Arte de la lectura, implantado también en Italia e Inglaterra, lo fue notablemente en España gracias a la incansable labor de Rufino Blanco en las Escuelas Normales o de Magisterio, como disciplina de extraordinarias capacidades comprehensivas, aun especializada en la teoría y las técnicas del ejercicio de la lectura en voz alta, hasta ser académicamente suprimido en poco tiempo, tras la guerra, por la posterior imposición de las corrientes estructuralistas y formalistas.
Legouvé fue traducido al español, primero por Anchorena, que viene a ser discípulo suyo si se atiende a la organización de la doctrina que éste hace en su obra propia, y posteriormente por Sales y Ferré.

## Las obras españolas del Arte de la lectura
- José Anchorena, Principios Generales sobre el Arte de la Lectura, Madrid, Imp. Hijos de J. M. Ducazcal, 1890.

- Rufino Blanco (1894), Arte de la Lectura, Madrid, Imp. de la Revista de Archivos, 1927, 11.ª ed.

- Julio Domínguez y Francisco Serrano de la Pedrosa, La lectura como arte. Estudios preparatorios, Madrid, Manuel Minuesa de los Ríos, Impresor, 1886.

- Paulino Fernández y Fernández, Teoría del Arte de la Lectura y Escritura, Santander, Tipografía A. de Quesada, 1897.

- Ramón Giralti-Pauli, Lectura estética o arte de leer con sentido todos los géneros, Sevilla, Imp. A. Pérez y Comp., 1893.[3]